# Batalla de Mahé
La batalla de Mahé fue un enfrentamiento naval menor del último año de las guerras revolucionarias francesas, librada el 19 de agosto de 1801 en el puerto de Mahé en las Seychelles, una colonia francesa en el Océano Índico. Desde la desaparición de la escuadra francesa del Océano Índico en 1799, la Royal Navy había mantenido el dominio en las Indias Orientales, controlando las rutas marítimas a lo largo de las cuales fluía el comercio y permitiendo el rápido movimiento de las fuerzas militares alrededor del teatro de operaciones. El primer cónsul francés, Napoleón Bonaparte, había albergado durante mucho tiempo las ambiciones de amenazar a la India británica, y en 1798 había lanzado una invasión de Egipto como un paso inicial para lograr este objetivo. La campaña había fracasado, y el ejército francés en Egipto estaba bajo una fuerte presión a principios de 1801, en parte debido a la presencia de un escuadrón británico que actuaba con impunidad en el Mar Rojo.
Para interrumpir a los barcos británicos que abastecían a la escuadra del Mar Rojo, la Armada francesa envió la fragata de 36 cañones Chiffonne al Océano Índico occidental bajo el mando de Pierre Guiyesse. Este barco, que también transportaba a 32 presos políticos exiliados, recibió instrucciones de operar desde Mahé. Después de un eventual viaje, Chiffonne llegó a las Seychelles en agosto y Guiyesse ordenó a su tripulación efectuar reparaciones antes de que la misión pudiera comenzar. Anclado en una bahía protegida por arrecifes de coral y protegido por una batería de cañones erigida apresuradamente, creía que su barco estaría a salvo de ataques.
El comandante británico en la región, el contraalmirante Peter Rainier, había asumido que los franceses enviarían una fuerza contra el escuadrón del Mar Rojo y ordenó a la fragata de 38 cañones HMS Sibylle bajo el mando del capitán Charles Adam que investigara. Adam navegó a Mahé y descubrió el barco francés en reparaciones. Maniobrando cuidadosamente a través de los arrecifes de coral, Adam llevó a Sybille junto a Chiffonne y luchó en una breve pero ferozmente disputada batalla antes de que Guiyesse se viera obligado a rendirse. Un mes más tarde, el bergantín francés Flèche, que operaba desde el mismo puerto en la misma misión, fue interceptado y hundido por el bergantín HMS Victor. Estas operaciones fueron las últimas acciones significativas de la guerra en el Océano Índico, la Paz de Amiens entró en vigor en octubre.

## Antecedentes
En 1801, las guerras revolucionarias francesas estaban llegando a su fin. El conflicto, que había comenzado en 1792, había visto a la nueva República Francesa y sus aliados luchando contra una coalición cambiante de potencias europeas, de las cuales solo Gran Bretaña, recientemente rebautizada como Reino Unido, se había opuesto sistemáticamente a Francia. En el Océano Índico, donde Gran Bretaña mantenía un lucrativo imperio comercial centrado en la India británica, la Royal Navy había disfrutado de una supremacía casi continua bajo el mando del contraalmirante Peter Rainier. Sólo entre 1796 y 1799 la Armada francesa, en forma de un escuadrón de fragatas que operaban desde la base de Isla de Francia bajo el mando del contraalmirante Pierre César Charles de Sercey, ofreció alguna resistencia. Poco a poco, esta fuerza había regresado a Francia o había sido derrotada en batalla, y la destrucción de la fragata Preneuse en la batalla de Port Louis en diciembre de 1799 había restaurado el control británico absoluto.

### Napoleón en Egipto
La importancia de las Indias Orientales para el comercio británico alentó una serie de planes franceses para amenazar la región, de los cuales el más avanzado fue la invasión de Egipto en 1798 por un ejército francés bajo el mando del general Napoleón Bonaparte. Aunque la campaña tuvo un éxito inicial, la aniquilación de la flota mediterránea francesa por Sir Horatio Nelson en la batalla del Nilo el 1 de agosto de 1798 condenó efectivamente la campaña al fracaso. Más tarde en el año, Bonaparte consideró construir un escuadrón en Suez en el Mar Rojo, pero los planes fueron abandonados cuando un escuadrón británico, que operaba desde Yeda bajo el mando del contraalmirante John Blankett, asumió el control de la región. Bonaparte regresó a Francia al año siguiente, pero la escuadra británica del Mar Rojo permaneció en funcionamiento.
En 1801, un ejército británico desembarcó en el norte de Egipto, lo que provocó una breve campaña que terminó con la Capitulación de Alejandría y la rendición completa de las fuerzas francesas en el país. El escuadrón de Blankett proporcionó apoyo distante para este esfuerzo, enviando un ejército de la guarnición de la India hasta el Nilo, aunque esta fuerza llegó demasiado tarde para influir en la campaña. Sin embargo, los franceses deseaban interrumpir las operaciones británicas en el Mar Rojo, y consideraron una serie de planes, incluido el desvío de la expedición de Ganteaume al Océano Índico. Finalmente, sin embargo, el único buque de guerra disponible fue la fragata de 36 cañones de nueva construcción Chiffonne, que zarpó de Nantes el 14 de abril de 1801 bajo el mando del comandante Pierre Guiyesse. También a bordo había 32 presos políticos condenados al exilio, a quienes Guiyesse se le ordenó desembarcar en Mahé.

### Viaje de Guiyesse
Chiffonne tuvo un viaje lleno de acontecimientos al Océano Índico, capturando una goleta mercante portuguesa frente a Brasil el 15 de mayo y luego encontrándose con una fragata portuguesa Andorinha el 18 de mayo. Armado con 24 carronadas de 24 libras, Andorinha no era rival para los 36 cañones largos de 12 libras de Chiffonne. y se rindió después de una breve pelea. Guiyesse posteriormente liberó el buque de guerra, aunque no antes de arrojar las armas por la borda y obligar a los oficiales a aceptar la libertad condicional. Pasando el Cabo de Buena Esperanza controlado por los británicos, Guiyesse capturó al indio oriental Bellona el 16 de junio, colocando una tripulación de premio a bordo y enviando el barco a Île de France, donde llegó sin incidentes. Sin embargo, Chiffonne no navegaba hacia la base naval de Port Louis, sino hacia el pequeño puerto francés de Mahé en las Seychelles. Las Seychelles eran una colonia francesa administrada por Île de France, aunque supuestamente habían sido declaradas neutrales tras un ataque a Mahé por el HMS Orpheus. Más importante para Guiyesse, Mahé estaba bien situado como una base desde la cual cazar las rutas marítimas británicas hacia el Mar Rojo.
Rainiero había estado haciendo campaña en el Océano Índico desde 1794, y había anticipado que los franceses podrían enviar una fuerza naval para interrumpir las operaciones en el Mar Rojo. Supuso que las Seychelles estaban idealmente situadas para este tipo de operación y emitió órdenes para que una de sus fragatas más grandes navegara en el área para interceptar a cualquier asaltante francés. Este barco era HMS Sibylle, una fragata de 38 cañones capturada a los franceses en 1794 en la batalla de Miconos. El comandante era Charles Adam, quien había reemplazado a Edward Cooke después de que Cooke fuera mortalmente herido durante la captura de la fragata francesa Forte en la Bahía de Bengala en la acción del 28 de febrero de 1799.
Al llegar a Mahé, Guiyesse desembarcó a sus prisioneros y ordenó a sus hombres que hicieran reparaciones a su fragata después de su largo viaje. El mástil de proa en particular necesitaba trabajo, y en consecuencia fue retirado, Guiyesse ancló cuidadosamente a Chiffonne en el centro de una compleja serie de arrecifes de coral. La goleta capturada y un pequeño queche estaban anclados junto a ayudar con las reparaciones y Guiyesse había ordenado a sus hombres que establecieran una batería de cañones de apoyo en la orilla, posicionada para infligir fuego de rastrillo a cualquier barco que intentara atacar a la fragata francesa. Esta batería estaba compuesta por cañones tomados de los castillos de proa de Chiffonne, estabilizados sobre tablones de madera y protegidos por fajinas. Detrás de la batería se había construido un horno para permitir que los cañones dispararan disparos especialmente calentados, diseñados para incendiar los barcos atacantes.

## Batalla de Mahé
En la madrugada del 19 de agosto, Sybille estaba reconociendo las Seychelles cuando se observaron banderas de señales sobre la isla de Santa Ana, una pequeña isla al este de Mahé. Adam sintió que esta era una circunstancia inusual y ordenó a su barco que investigara. Pasando Santa Ana volando falsos colores franceses, Chiffonne se podía ver claramente anclado cerca de la costa en Mahé. Adam ordenó que la vela superior principal retrocediera y preparó su barco con resortes en los cables del ancla para proporcionar más maniobrabilidad en aguas poco profundas. Las baterías principales de cañones largos de 24 libras fueron autorizadas para la acción y, con sus preparativos hechos, Adam dio órdenes para el conjunto de vela de proa, deslizándose lentamente hacia adelante en el complejo sistema de arrecifes que albergaba al barco francés. El paso a través de estos obstáculos solo era posible estacionando a un hombre en la cabecera que tenía la tarea de observar el color del agua delante del barco: el agua más oscura indicaba aguas más profundas, pero las gradaciones de color eran tan leves que solo podían observarse desde el punto de vista en la parte superior del mástil principal.
El lento progreso de Adam tomó más de una hora, llegando a las aguas más seguras de los caminos interiores a las 10:15. Guiyesse estaba preparado, y a las 10:00 había disparado un tiro de advertencia a la distante Sybille y había levantado el tricolor francés. Adam todavía estaba separado de Chiffonne por un arrecife impenetrable, pero ahora había cerrado la distancia entre los barcos a aproximadamente 200 yardas (180 m), dentro del alcance efectivo. A las 10:25 Sybille se alineó correctamente y Adam levantó su bandera y disparó el primer costado, seguido instantáneamente por el fuego de Chiffonne, la goleta y la batería en tierra, que como estaba previsto se posicionó correctamente para rastrillar Sybille. El intercambio fue corto, durando sólo 17 minutos. A las 10:42, con las bajas aumentando y su barco dañado, Guiyesse golpeó sus colores y cortó los cables de anclaje de su barco, permitiendo que Chiffonne se desviara hacia el arrecife. La goleta había sido hundida por un disparo bien colocado desde la cubierta. Adam respondió balanceando a Sybille a punto de disparar contra la batería, enviando barcos para tomar posesión de Chiffonne y atacar al grupo de tierra que tripulaba la batería. Sin embargo, cuando los barcos llegaron a la playa, los artilleros franceses se retiraron tierra adentro, dejando atrás sus cañones.
La pérdida de Sybile fue leve, con dos hombres muertos y un oficial subalterno levemente herido. Las bajas en Chiffonne fueron mucho más pesadas, reportadas como 23 muertos y 30 heridos. Aproximadamente 160 de los tripulantes sobrevivientes fueron capturados, y hasta 100 escaparon tierra adentro desde la fragata o la batería. Después de la batalla, Adán de Sybille exigió una explicación del gobernador de Mahé Jean-Baptiste Queau de Quincy sobre por qué los términos de neutralidad habían sido violados por Chiffonne. Sin embargo, Quincy pudo persuadir a Adam de que no era responsable y llegó a un acuerdo de que a los buques mercantes de Seychelles que enarbolaban una bandera con las palabras «Capitulación de Seychelles» se les permitiría pasar a través del bloqueo británico de Île de France sin ser molestados. El Chiffonne fue retirado del arrecife y reparado, Adam navegó con su premio y dos goletas capturadas el 4 de mayo y regresó a Madrás, llegando el 22 de septiembre, donde Rainiero autorizó la compra del barco para la Royal Navy bajo el mismo nombre. Adam fue obsequiado posteriormente con una espada conmemorativa por la Compañía de Seguros de Madrás por valor de 200 guineas.

## Combates en septiembre
La acción tuvo un seguimiento unas semanas más tarde cuando el bergantín francés de 18 cañones Flèche llegó en junio desde Nantes en una operación de asalto con otros 35 presos políticos. Flèche también usó Mahé como base para atacar barcos británicos, bajo el teniente Jean-Baptiste Bonami, pero fue descubierto cerca de las Seychelles a las 11:30 del 2 de septiembre por el barco británico de 18 cañones HMS Victor. El Victor, comandado por el capitán George Ralph Collier, era un barco pequeño con un armamento excepcionalmente pesado, montando 16 carronadas de corto alcance de 32 libras y dos cañones largos de 6 libras. Collier había sido separado de la escuadra del Mar Rojo para cazar Flèche e inicialmente navegó a Diego García para abastecerse de carne de tortuga antes de comenzar su crucero frente a las Seychelles. Avistando su presa, Collier lo persiguió y atrapó al bergantín francés a las 17:30, solo para que su aparejo fuera gravemente dañado por dos costados de Flèche, aunque sus propios cañones causaron daños considerables a cambio. Bonami usó su ventaja para alejarse de Víctor, pero no pudo perder a su oponente. Collier siguió a su escurridizo enemigo durante los siguientes dos días, ocasionalmente tirando dentro del alcance, pero nunca lo suficientemente cerca como para una acción decisiva. Al amanecer del 5 de septiembre, sin embargo, el bergantín francés había escapado.
Collier supuso que Flèche estaba buscando refugio en Mahé y dirigió a Victor hacia el puerto. Cuando la isla apareció a la vista a las 15:30 del mismo día, se pudo ver el bergantín francés en el fondeadero. Collier se acercó lentamente a su objetivo, anclando más allá del arrecife a las 19:00. con la noche acercándose, Collier no estaba dispuesto a arriesgar su barco en los complejos canales, y en su lugar el capitán del barco, James Crawford, tomó un bote durante la noche y tomó sondeos para localizar un canal seguro. Aunque el barco fue atacado, se trazó con éxito un rumbo. A la mañana siguiente, Flèche estaba listo para la acción en la desembocadura del canal, una bandera roja revolucionaria ondeando en la cabeza del mástil y voluntarios de la tripulación escapada de Chiffonne ayudando a manejar las armas. Collier llevó a Victor a través del arrecife frente al bergantín francés, que mantuvo un fuego constante contra el barco británico a medida que avanzaba. El proceso duró todo el día, Victor no llegó a las aguas más seguras de la carretera interior hasta las 21:00 y gradualmente se deformó a corta distancia de Flèche durante la noche. A las 23:45 Collier consideró que su barco estaba lo suficientemente cerca del enemigo y abrió fuego con su costado principal. Comenzó un feroz duelo a corta distancia, que duró más de dos horas, hasta que a las 02:20 del 7 de septiembre Flèche comenzó a hundirse.
Mientras las tripulaciones de los barcos británicos avanzaban sobre el bergantín para tomar posesión, la tripulación francesa condujo su bergantín al arrecife deliberadamente y prendió fuego al barco. Cuando partieron, la tripulación británica llegó, bajó la bandera y extinguió el fuego. Sin embargo, el daño al barco francés había sido demasiado grande y Flèche rodó lentamente hacia aguas más profundas y se hundió debajo de la superficie. Aunque dos hombres habían resultado heridos en los combates del 2 de septiembre, no se registró ni una sola baja británica el 7 de septiembre, a pesar de los graves daños en el casco y el aparejo del Victor. Bonami informó más tarde que cuatro de sus hombres murieron y no especificó el número de heridos, aunque los marineros británicos informaron haber visto bajas significativamente mayores cuando abordaron el bergantín.

## Consecuencias
Los combates en Mahé marcaron los últimos enfrentamientos significativos de la guerra en el Océano Índico; Lord St Vincent describió la captura de Chiffonne como «la última y más pulcra acción de fragata de la guerra». El 1 de octubre se acordaron los términos de la Paz de Amiens, y aunque las noticias no llegaron al Océano Índico hasta febrero de 1802, Rainiero había estado esperando la paz y no había lanzado operaciones ofensivas mientras tanto. La Paz devolvió efectivamente el teatro a su estado anterior a la guerra, el único territorio que cambió permanentemente de manos fue Ceilán neerlandés, que se convirtió en una colonia de la Corona. Ambas partes trataron de utilizar la paz para reconstruir sus fuerzas navales en las Indias Orientales: nadie en el teatro esperaba que la paz durara mucho, y cuando comenzaron las Guerras Napoleónicas en mayo de 1803, tanto Gran Bretaña como Francia mantuvieron poderosos escuadrones en el Océano Índico.